# Pelonsaari
Pelonsaari är en ö i Finland. Den ligger i sjön Pihlajavesi och i kommunen Nyslott i  landskapet Södra Savolax, i den sydöstra delen av landet, 280 km nordost om huvudstaden Helsingfors. Öns area är 8,4 hektar och dess största längd är 450 meter i öst-västlig riktning.